# HD 23127 b
HD 23127 b是一顆環繞恆星HD 23127的類木行星，軌道半長軸2.29天文單位，公轉週期3.32年。該行星的軌道離心率相當高，屬於「離心木星」。它與母恆星距離最近是1.28天文單位，到達了母恆星的適居帶外緣，距離最遠則是3.30天文單位。它的質量下限是1.37被木星質量，但因為軌道傾角未知而無法得知其真實質量。